# Der beherzte Flötenspieler

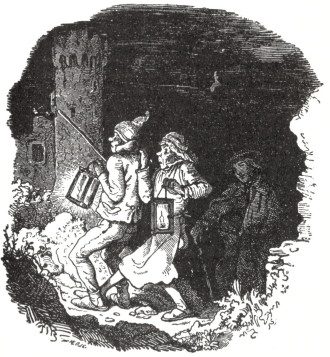
Holzschnitt, Ludwig Richter

Der beherzte Flötenspieler ist ein Märchen (AaTh 326). Es steht in Ludwig Bechsteins Deutsches Märchenbuch an Stelle 30 (1845 Nr. 35).

## Inhalt

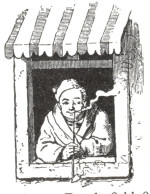
Holzschnitt, Ludwig Richter

Ein Flöter isst bei einem Pächter und hört vom Spukschloss, dessen Herr in Geiz starb. Wer den Schatz sucht, kommt nicht wieder. Er will unbedingt hin, spielt im Schloss seine Flöte und kocht sich Linsen. Um Mitternacht wird ein Toter hereingetragen. Der Flöter füttert ihn am Feuer. Er erwacht und lässt ihn das Geld in zwei gleiche Hälften teilen, sonst töte er ihn. Ein Kreuzer bleibt übrig, den schneidet der Flöter auseinander. Da ist der Alte erlöst. Der Pächter ist froh, den Flöter heil zu sehen. Eine Hälfte ist für die Armen, der Flöter baut das Schloss neu.

## Herkunft
Bechstein notiert „Mündlich in Franken“, die Quelle ist laut Hans-Jörg Uther nicht zu ermitteln. Vgl. Die drei Musikanten, Das Gruseln.

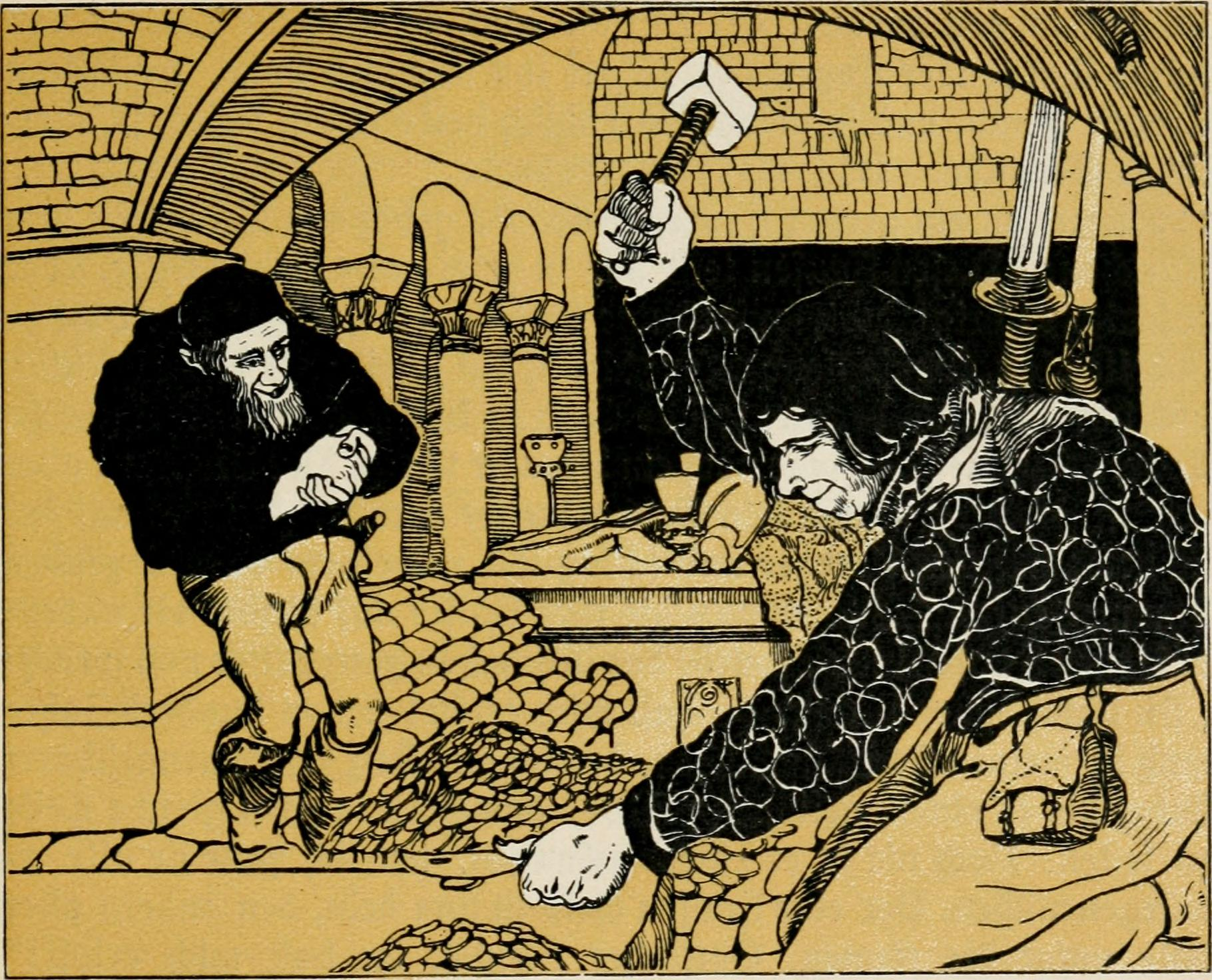
Illustration von Carl Fahringer, 1900

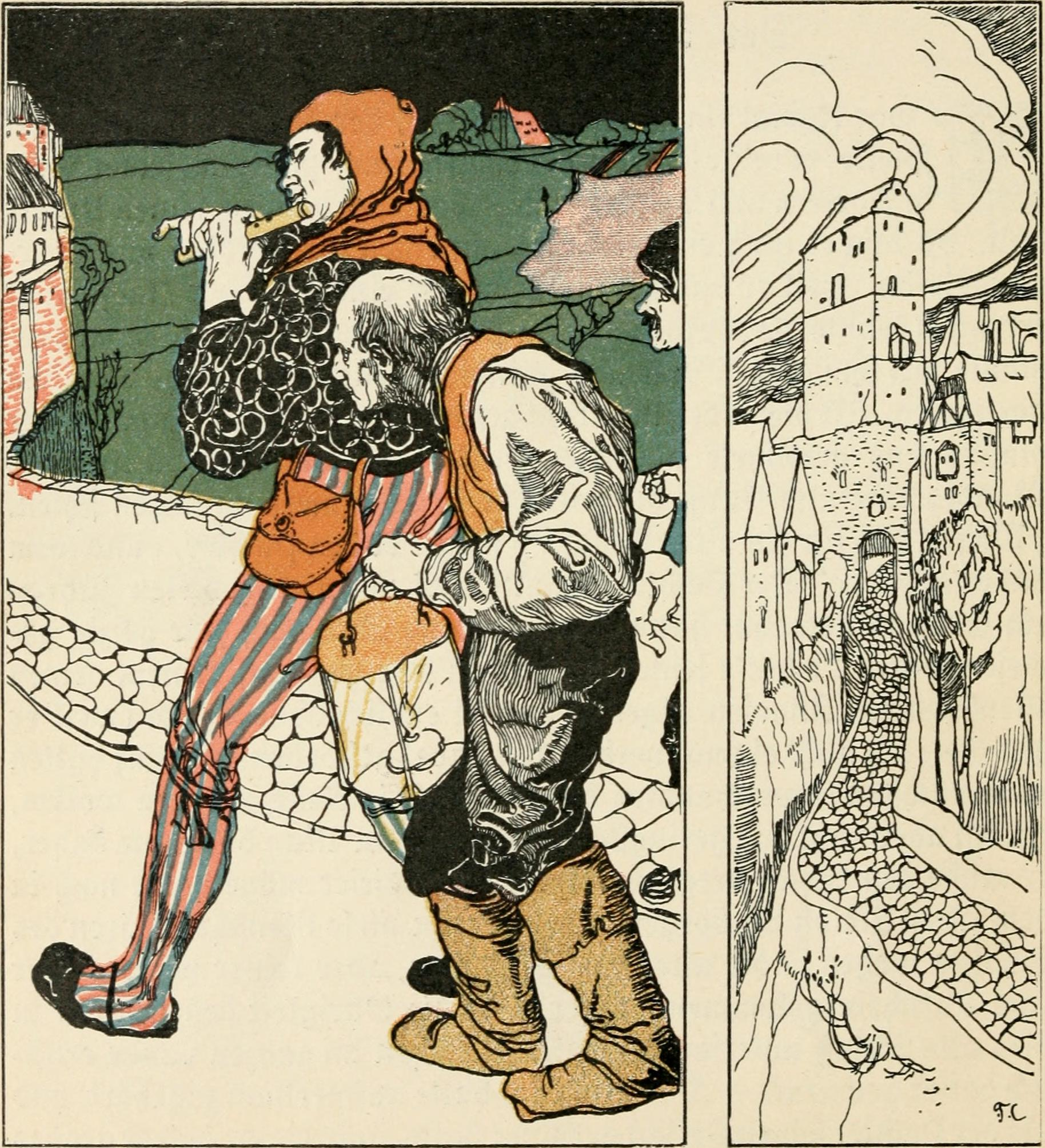
Illustration von Carl Fahringer, 1900

Siegfried Wagners Oper An allem ist Hütchen schuld! soll darauf anspielen.